# أوديت دولاك
أوديت دولاك (بالفرنسية: Odette Dulac) (14 يوليو 1865 في فرنسا - 3 نوفمبر 1939 في فرنسا)؛ مغنية، ممثلة وروائية فرنسية.